# Alfred Bentzer
Johan Alfred Bentzer, född den 27 november 1856 i Varberg, död den 14 mars 1915, då folkbokförd i Brännkyrka, var en svensk ingenjör och kartograf verksam i Stockholm. Bentzer var anställd vid stadsingenjörskontoret i Stockholm och skapade några mycket detaljerade kartor över staden. 
År 1899 upprättade han en exakt karta över Stockholm i tolv blad. Kartan utgick ifrån en fullständig triangulering av stadsområdet som utfördes 1862-1867 av Topografiska corpsen. Bentzers karta från 1913 följde Alfred Rudolf Lundgrens metod att även återge den framtida planeringen. Exempelvis syns redan Per Olof Hallmans kommande stadsplan för Röda Bergen inlagd i kartan som först cirka tio år senare tog konkret gestalt. 
Inte allt blev så som Bentzer ritade 1913. Nere till vänster på kartan finns infälld en översiktskarta över Stockholms planerade inkorporeringar. Den illustrerar att staden hade för avsikt att utöver Bromma socken och Brännkyrka socken även inkorporera Solna landskommun, Lidingö landskommun och större delen av Nacka landskommun. Det nya, större Stockholm hade då fått ett mera samlat stadslandskap kring staden centrala delar, jämfört med dagens. Kartan finns på Stockholms stadsbyggnadskontor.
Bentzer var gift med Emma Sofia Sandman (1856-1937), med vilken han hade tre döttrar.

## Kartor i urval

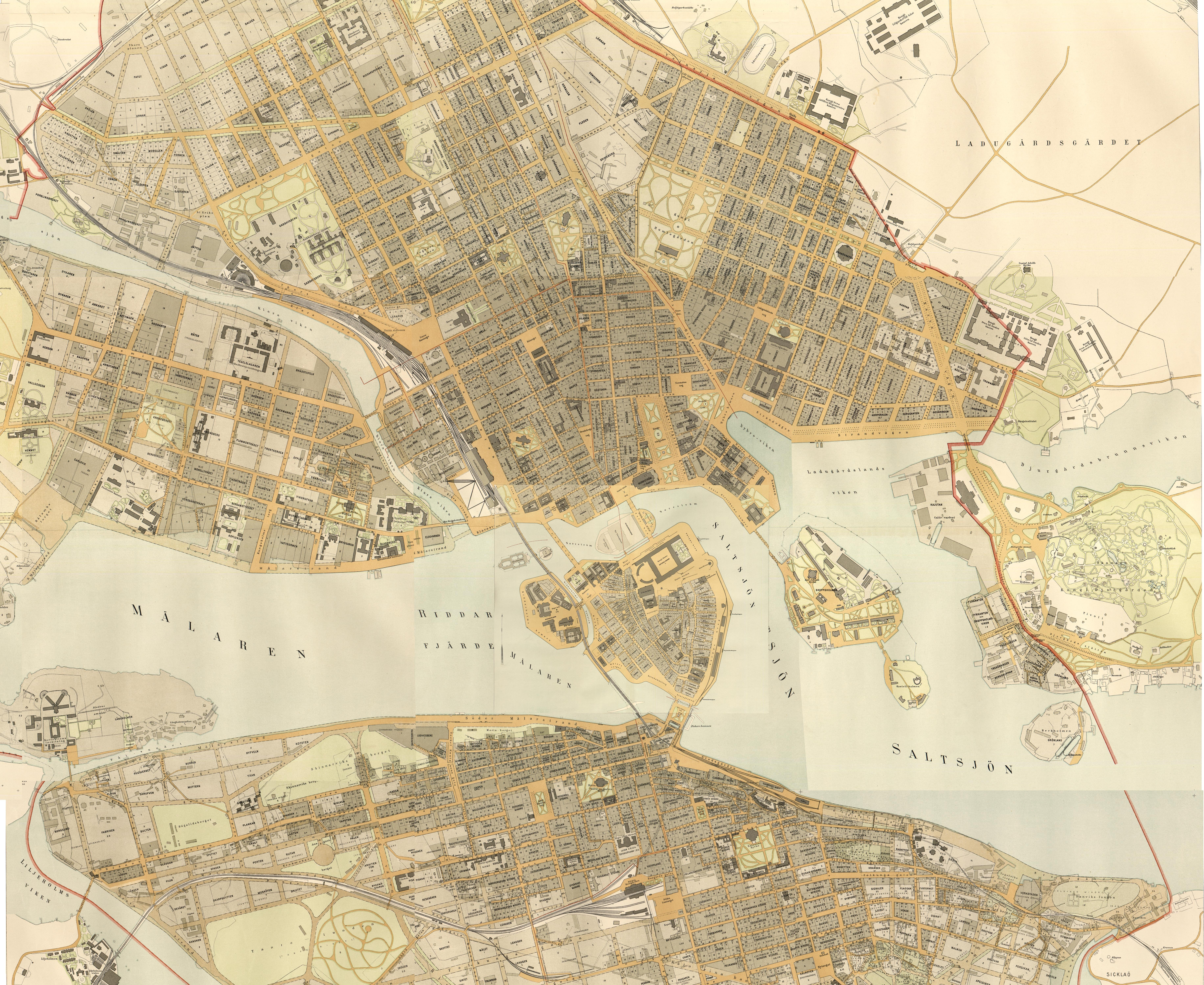
Bentzers Stockholmskarta 1899 (högupplöst 13.37 MB)
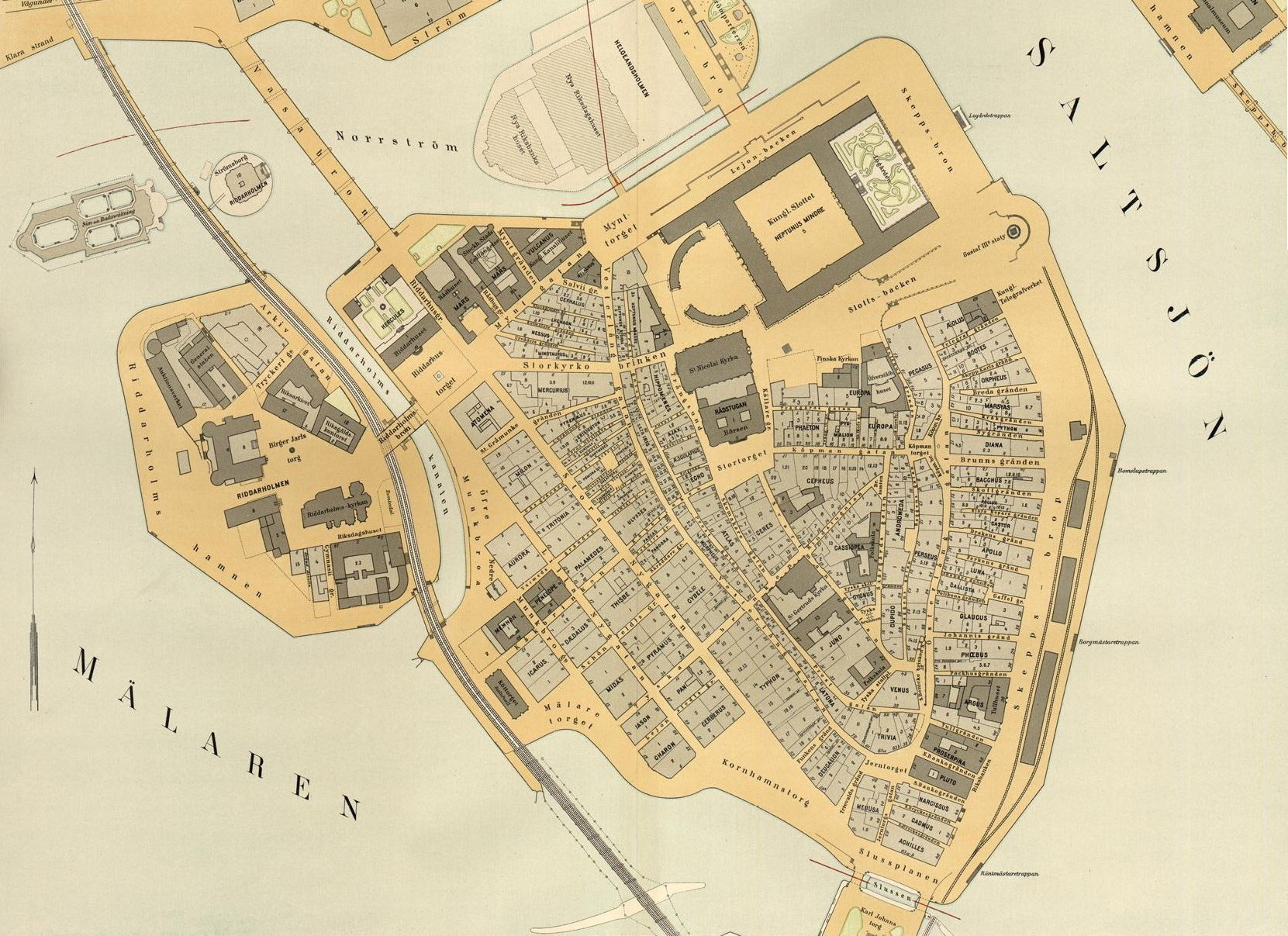
Gamla stan, 1899
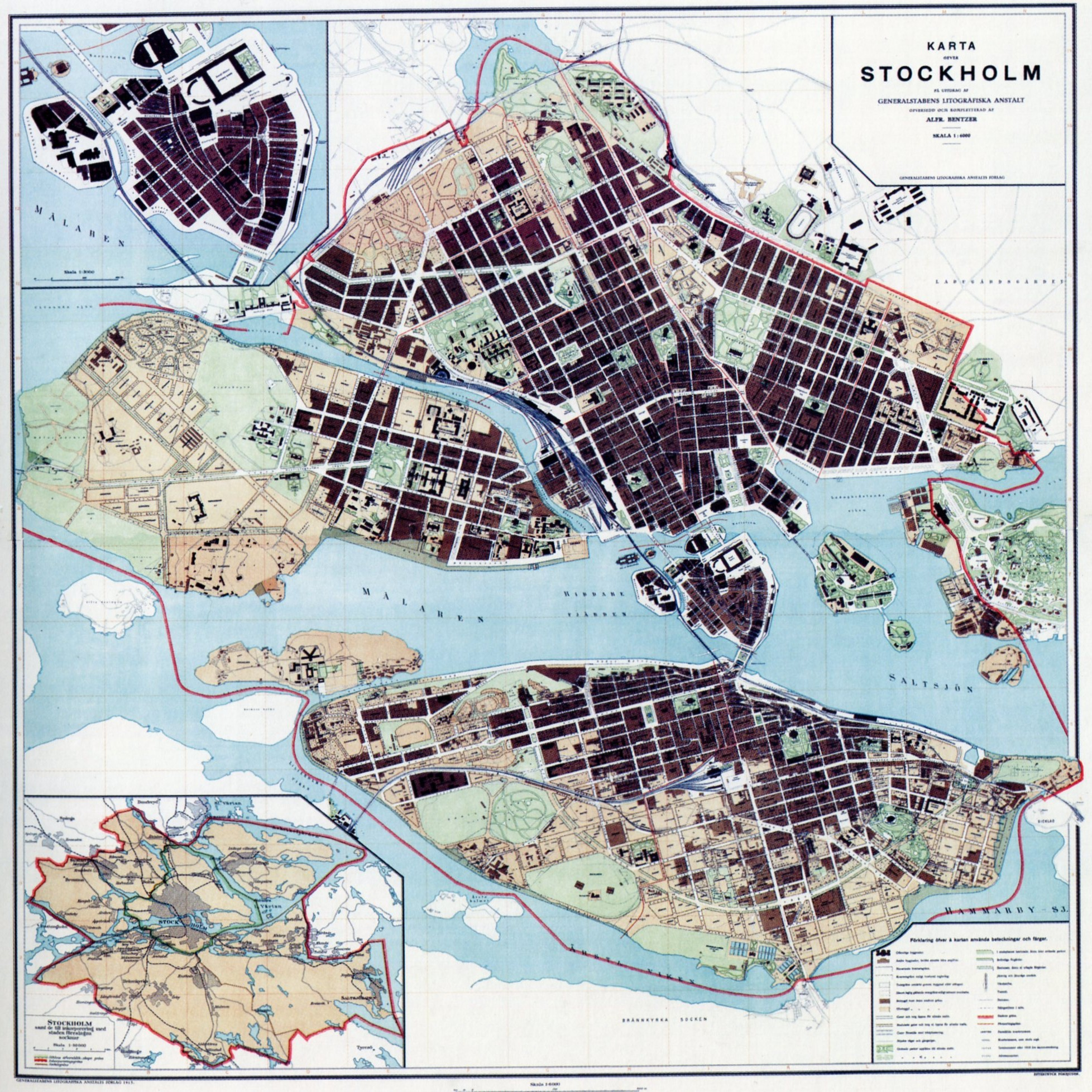
Bentzers Stockholmskarta 1913 (med omgivningar, infälld t.v.)